# Конотопський вагоноремонтний завод
Коното́пський вагоноремо́нтний заво́д (КВРЗ) — українське підприємство з ремонту вагонів у місті Конотопі на Сумщині.

## Історія

### 1868—1917
У 1868—1869 рр. були створені залізничні майстерні Курсько-Київської залізниці, що стали одним з найбільших підприємств міста та разом з іншими підприємствами залізничного вузла сприяли прискореному розвитку міста.
Економічна криза 1900—1903 рр. ускладнила становище робітників залізниці, тому влітку 1903 року в Конотопі відбувся страйк, у якому взяли участь шість тисяч робітників Конотопського залізничного вузла (зокрема, робітники головних залізничних майстерень, паровозного депо та інших станційних об'єктів), на придушення якого були направлені дві роти піхоти та сотня козаків. Тим не менш, адміністрація була вимушена скасувати штрафи, збільшити оплату різноробам і створити спеціальну комісію з обговорення розцінок на підрядні роботи.
Робітники майстерень брали активну участь у революції 1905—1907 рр., 10 жовтня 1905 року вони приєдналися до Жовтневого всеросійського політичного страйку, а 28 жовтня 1905 року — брали участь у виборах і створенні на станції Ради робітничих депутатів. Уранці 8 жовтня 1905 року робітники підтримали московський страйк 7 грудня 1905 року, але 10 грудня 1905 року влада оголосила воєнний стан і ввела на станцію війська, унаслідок чого виступи були придушені.
У 1917 році чисельність робітників майстерень становила близько 2,9 тисяч осіб. Після Лютневої революції 5—7 березня 1917 року на станції Конотоп була вибрана Рада робітничих депутатів, яка ухвалила рішення про запровадження в головних залізничних майстернях, вагонному депо й інших службах залізничного вузла восьмигодинного робочого дня. У першій половині березня 1917 року на станції була створена робітнича дружина (командиром якої обрано слюсаря залізничних майстерень І. М. Петриченка), яка взяла під охорону станцію, залізничні майстерні, депо та залізничний міст через річку Сейм.
2 листопада 1917 року в місті була встановлена радянська влада, однак уже 28 листопада 1917 року війська УНР звільнили Конотоп. Вони були змушені полишити місто внаслідок заколоту, організованого Конотопським комітетом РСДРП(б) у ніч з 9 на 10 січня 1918 року.

### 1918—1991
У січні 1918 року майстерні були націоналізовані, комісаром підприємства став М. Ковальов.
Через наближення німецько-австрійських військ до міста устаткування майстерень було евакуйовано до Курська, з робітничих майстерень були сформовані загони Червоної гвардії (командирами яких стали П. І. Новіков, І. М. Петрушенко и А. І. Коломійцев).
Після звільнення Конотопа австрійсько-німецькими військами в березні 1918 року в місті діяло комуністичне підпілля, серед учасників якого були робітники майстерень; до складу підпільного повітового комітету та воєнно-революційного комітету від залізничних майстерень увійшли В. І. Арбузов і Х. П. Маляров, по нелегальних каналах з Москви та Курська до підпільників поступали зброя, література та інша допомога.
19 липня 1918 року робітники майстерень приєдналися до Всеукраїнського залізничного страйку.
У жовтні 1918 року представник майстерень У. Р. Стоян брав участь у роботі 2-го з'їзду КП(б)У.
У листопаді 1918 року німецькі війська залишили Конотоп, який надалі перебував у зоні бойових дій визвольних змагань.
19 січня 1919 року разом із частинами РСЧА в боях за місто брав участь Конотопський партизанський загін (командир — Г. С. Бібік), у складі якого були робітники залізничних майстерень.
Після повторного захоплення міста радянською владою майстерні відновили роботу, але через наближення до міста військових частин армії Денікіна устаткування майстерень було вивезено в Брянськ, а робітники вступили до РСЧА.
Після остаточного встановлення радянської влади 25 листопада 1919 року в місті розпочалося відновлення залізничного господарства, для організації роботи в цехи були направлені комуністи та комсомольці; до 1922 року майстерні вийшли на 25 % від обсягу виробництва довоєнного 1913 року.
Після поразки Української революції та в ході індустріалізації СРСР майстерні були реконструйовані та 1929 року одержали назву Конотопський паровозовагоноремонтний завод. Тут були споруджені нові цехи, встановлені нові верстати, а чисельність робітників збільшилася до 7 тисяч осіб.
Після початку німецько-радянської війни завод розпочав випуск продукції військового призначення. Надалі, з вересня 1941 року по 6 вересня 1943 року Конотоп був окупований німецькими військами. Під час відступу нацистські війська підірвали всі промислові підприємства (зокрема, паровозоремонтний завод), однак відновлення підприємства розпочалося негайно після звільнення міста.
Показники 4-го п'ятирічного плану відновлення та розвитку народного господарства СРСР (1946—1950) завод виконав достроково.
1 серпня 1959 року слюсар заводу М. Л. Краснянський став Героєм Соціалістичної Праці.
З 1974 року називається Конотопський вагоноремонтний завод.
Загалом, у радянські часи завод входив до числа найбільших підприємств міста, на балансі підприємства перебував заводський Будинок культури та інші об'єкти соціальної інфраструктури.

### Незалежна доба
Після проголошення незалежності України Кабінет Міністрів України скасував рішення про будівництво блока очистки ливарного цеху Конотопського вагоноремонтного заводу (передбаченого відповідно до 13-го п'ятирічного плану розвитку народного господарства СРСР).
У березні 1995 року Верховна Рада України включила завод до переліку підприємств і організацій України, що не підлягають приватизації через загальнодержавне значення.
У середині 2000-х років за ініціативи київської компанії ТОВ «НПП „Укрпромвпровадження“» розпочалася процедура банкрутства заводу. На початку 2006 року цей процес трансформувався в мирову угоду, яка передбачала обмін вимог кредитора на активи боржника. Унаслідок цієї операції у власність компанії перейшли всі основні активи заводу загальною вартістю 26 млн. ₴ (повна вартість усіх активів заводу тоді становила понад 30 млн ₴). У жовтні 2008 року в складі заводу лишилися ковально-пресовий (виробляє комплектування для вагонів — муфти, фланці, вали тощо) і ливарний цехи (гальмівні колодки, вугольники для опалення, муфти тощо), а також невиробничі активи (два гуртожитки, АТС, пральня, компресорна та каналізаційно-насосна станції).

## Сучасний стан
Завод ремонтує пасажирські вагони, вагонні сповільнювачі, 5-вагонні рефрижераторні секції випуску БМЗ, ремонтує та формує вагонні колісні пари, виготовляє запасні частини, вимірювальний інструмент, оснащення для колійного господарства.